# Giovanni Battista Modio

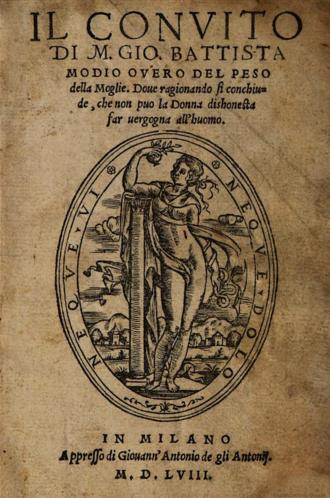
Il Convito overo del peso della moglie

Giovanni Battista Modio, né vers 1500 à Santa Severina et mort le 12 septembre 1560 à Rome, est un humaniste, médecin et littérateur italien.

## Biographie
Giovanni Battista Modio naquit à Santa Severina, dans la Calabre. Le désir d’accroître ses connaissances l’amena jeune à Rome, où il acquit bientôt la réputation d’un savant philologue. Il embrassa l’un des premiers la règle de St-Philippe Néri, et montra dans des conférences publiques un talent très-remarquable pour instruire ses auditeurs et captiver leur attention. Antonio Gallonio, dans la vie du saint fondateur, dit que deux fois Modio lui dut le rétablissement de sa santé. Il mourut à Rome le 12 septembre 1560.

## Œuvres
- il Convito, ovvero del peso della moglie, dove ragionando si conchiude, che non può la donna disonesta far vergogna a l’uomo, Rome, 1554 ; Milan, 1558, in-8° de 40 feuilles. Ces deux éditions sont également rares. La seconde est augmentée d’une nouvelle de Cornazzano : Origine del proverbio che si suol dire : Anzi corna. Dans la dédicace au cardinal del Monte, l’auteur dit qu’avant d’entreprendre quelques ouvrages importants, comme il en a l’intention, il a composé cette bagatelle pour s’essayer à corriger la rudesse de sa langue maternelle ;
- il Tevere, ovvero della natura di tutte le acque, Rome, 1556, in-8°, rare.

On lui doit encore une édition très-estimée des poésies lyriques du B. Jacopone da Todi : i Cantici con alcuni discorsi e la vita, Rome, 1558, in-4°. Il a laissé des notes sur divers ouvrages de Macrobe : les Saturnales et le Songe de Scipion.